# Grosvenor Square

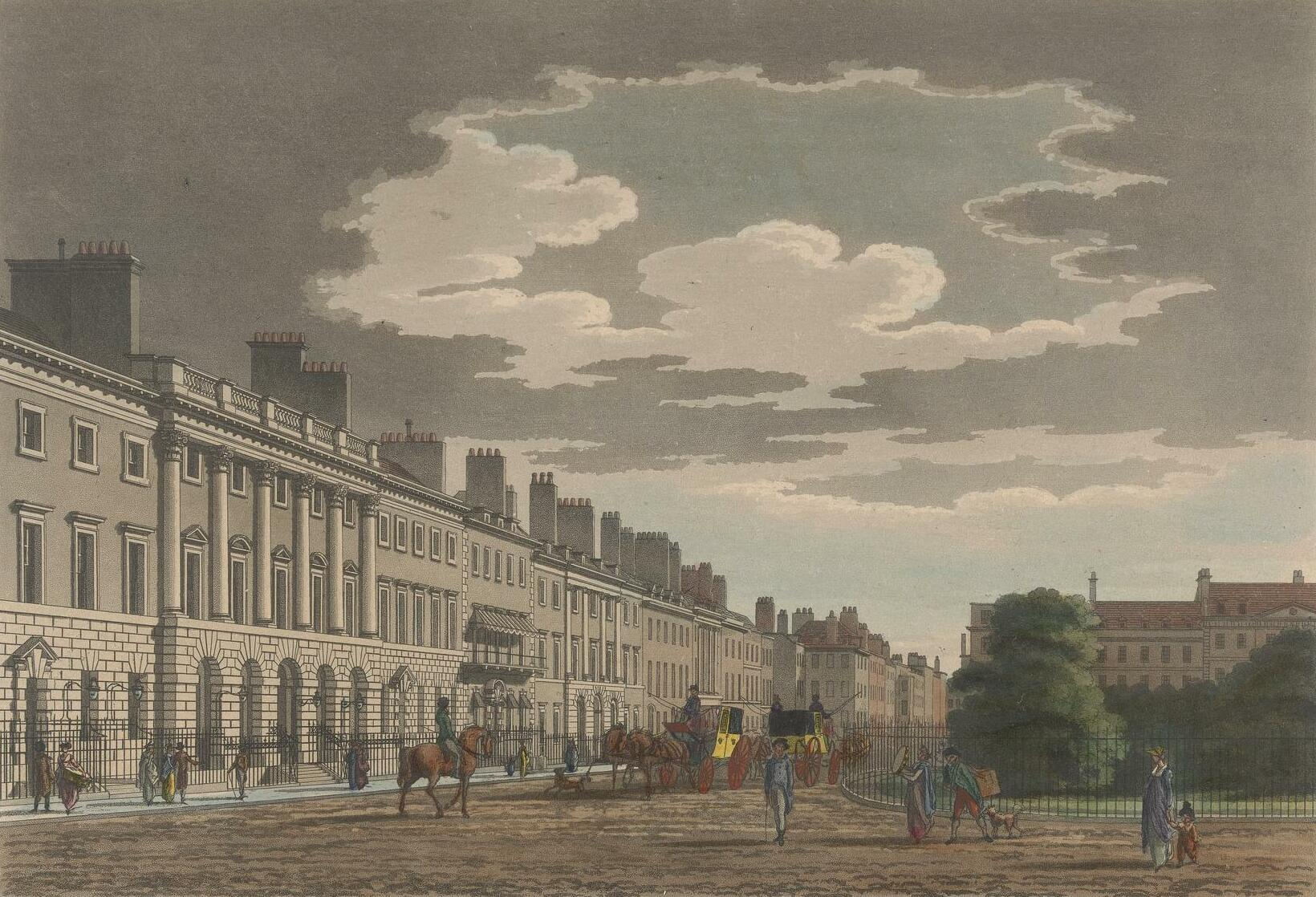
De noordzijde van Grosvenor Square in de 18e of het begin van de 19e eeuw.

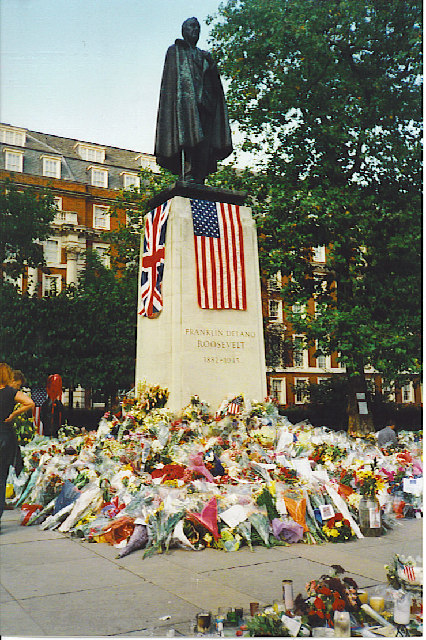
Standbeeld van Franklin D. Roosevelt in Grosvenor Square

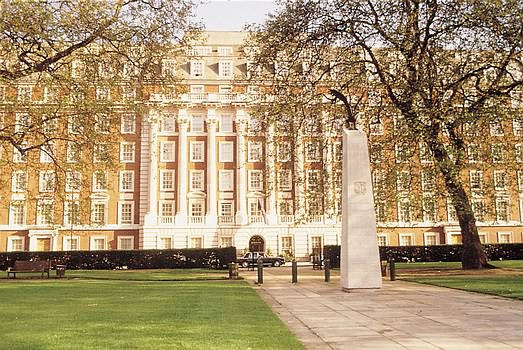
Ingang van het Millennium Hotel London Mayfair aan Grosvenor Square

Grosvenor Square is een plein met een centraal park in de rijke Londense wijk Mayfair, iets ten oosten van Hyde Park. Het behoorde tot het Mayfair-grondbezit van de Grosvenor-familie, de latere hertogen van Westminster. Het heeft een oppervlakte van ongeveer 2,5 ha (zes acres) en is het tweede grootste plein in Londen. Het meest nabije metrostation is Bond Street.

## Geschiedenis
Sir Richard Grosvenor, een voorvader van de hertogen van Westminster, kreeg in 1710 de toelating om de Square en de omliggende straten te ontwikkelen. De aanleg begon omstreeks 1721. Grosvenor Square was van bij het begin een van de meest begeerde (en dure) adressen in Londen. Tot aan de Tweede Wereldoorlog was het vooral de woonplaats van vooraanstaande aristocraten, leden van het Hogerhuis, vooraanstaande leden van de clerus en andere welgestelde Britten. Veel van de oorspronkelijke woningen werden in de late 18e en vroege 19e eeuw herbouwd en vergroot. De meeste oude gebouwen zijn in de twintigste eeuw afgebroken of vernield en vervangen door flatgebouwen in neo-georgiaanse stijl, hotels en ambassades. De Amerikaanse ambassade was sedert 1785 gelokaliseerd aan Grosvenor Square. In de Tweede Wereldoorlog was huisnummer 20 het hoofdkwartier van het Amerikaanse leger onder generaal Dwight D. Eisenhower. Het huidige ambassadegebouw, een ontwerp van Eero Saarinen, dateert uit 1960 en beslaat de gehele westzijde van het plein. Onder meer ook de ambassades van Indonesië, Italië, Argentinië en Brazilië liggen aan Grosvenor Square.
Het park in het midden van het plein was oorspronkelijk een "garden", enkel voor de bewoners van de Square bedoeld. In 1948 werd het een openbaar park, en werd in het midden van het park een standbeeld van Franklin Delano Roosevelt onthuld door zijn weduwe.

## Enkele bekende bewoners
- Enkele Britse eerste ministers hebben in Grosvenor Square gewoond, waaronder Charles Watson-Wentworth (Lord Rockingham) en Lord North.
- John Adams, Amerikaans gevolmachtigd minister en latere president van de Verenigde Staten, huurde in 1785-88 het huis van admiraal John Byron (de grootvader van Lord Byron) aan Grosvenor Square en runde er de eerste Amerikaanse ambassade in Groot-Brittannië.
- Phillip Dormer Stanhope (Lord Chesterfield) woonde aan Grosvenor Square van 1733 tot 1750.
- Philip Yorke, 1e earl van Hardwicke, was een Lord Chancellor en stierf in zijn huis aan Grosvenor Square in 1764.
- De politicus en demagoog John Wilkes.
- Dudley Ryder, 1st Earl of Harrowby was Lord President of the Council van 1812 tot 1827. In 1820 wilden de samenzweerders in de Cato Street Conspiracy het gehele Britse kabinet vermoorden tijdens een diner in zijn huis aan Grosvenor Square. Het plan werd echter ontdekt en de samenzweerders gearresteerd in Cato Street.
- Oscar Wilde verbleef in 1883-1884 in Grosvenor Square.
- De vliegtuigbouwer Sir Frederick Handley Page woonde in een flat op het nummer 18.